# Aristolochia daemoninoxia
Aristolochia daemoninoxia är en piprankeväxtart som beskrevs av Masters. Aristolochia daemoninoxia ingår i släktet piprankor, och familjen piprankeväxter. Inga underarter finns listade i Catalogue of Life.